# Glossoptosis
Glossoptosis (łac. glosso - język(o)-; językowy; mowa) – termin medyczny oznaczający schorzenie fizyczne, nieprawidłowość polegającą na przesunięciu języka ku dołowi albo jego cofnięciu. Glossoptosis najczęściej klasyfikuje się u dzieci z mikrognacją, a szczególnie z zespołem Pierre’a Robina.